# Línea 585 (Quilmes)
La línea 585 de colectivos es una línea de transporte automotor que opera servicio en el partido de Quilmes, Argentina. Es operado por la Compañía de Omnibus 25 de Mayo Línea 278 S.A. C.O.V.E.M.A.S.A

## Ramales
A continuación, se muestran los dos ramales de esta línea de colectivo. Ambos tienen como destino el Balneario de Quilmes, hasta Av. Cervantes y Calle 27 (Franklin).

### Ramal 844
Por Quilmes Centro
- San Francisco Solano: Desde Calle 898, por ésta, Av. Gdor. Monteverde (RP 4), Av. Juan Domingo Perón, Pascual, Av. Ferrocarril Provincial, Palanca, Av. Guillermo Hudson

- Villa La Florida: José Andrés López (844), Camino General Belgrano
- Quilmes Oeste: Lafinur, Av. General Mosconi, Av. 12 de Octubre (RP 49)
- Quilmes Centro: Aristóbulo del Valle, Perón, Humberto Primo, Av. Hipólito Yrigoyen, Olavarría, San Martín, Humberto Primo, Av. Hipólito Yrigoyen, Nicolás Videla, Belgrano, Matienzo, Av. Mozart, Av. Isidoro Iriarte, Av. Cervantes, Franklin.

### Ramal San Martín
Desde El Gringo y Av. Donato Álvarez por Av. Donato Alvarez, Av. Juan Domingo Perón, siguiendo el mismo recorrido hacia el Balneario hasta Av. Ferrocarril Provincial, continuando por:
- San Francisco Solano: Abraham Mendelevich, Av. Guillermo Hudson.
- Villa La Florida: Av. San Martín, Camino General Belgrano.
- Quilmes Oeste: Triunvirato, Av. Calchaquí (RP 36), Av. 12 de Octubre, siguiendo el recorrido del ramal 844.